# Sci di fondo ai XXIV Giochi olimpici invernali
Le gare di sci di fondo ai XXIV Giochi olimpici invernali di Pechino in Cina si sono svolte dal 10 al 21 febbraio 2022 presso il National Cross-Country Centre, a Zhangjiakou. Sono state disputate sei gare maschili e sei femminili, a cui hanno partecipato 296 atleti, 148 uomini e altrettante donne. La Cina, come Paese ospitante, aveva diritto a quattro posti per genere nel caso non si fosse qualificata in precedenza.

## Calendario
| Uomini |           | Skiathlon |  | Sprint TL |  |          | 15 km TC |                  | Staffetta 4x10 km |  |  | Team sprint TL |  |  | 50 km partenza di massa TL |                            | 6  |
| Donne  | Skiathlon |           |  | Sprint TL |  | 10 km TC |          | Staffetta 4x5 km |                   |  |  | Team sprint TC |  |  |                            | 30 km partenza di massa TL | 6  |
| Totale | 1         | 1         |  | 2         |  | 1        | 1        | 1                | 1                 |  |  | 2              |  |  | 1                          | 1                          | 12 |

## Podi

### Uomini
| Evento                            | Oro                                                                    | Tempo     | Argento                                                                       | Tempo     | Bronzo                                                               | Tempo     |
| 15 km tecnica classica (dettagli) | Iivo Niskanen                                                          | 37'54"8   | Aleksandr Bol'šunov                                                           | 38'18"0   | Johannes Høsflot Klæbo                                               | 38'32"3   |
| Skiathlon 30 km (dettagli)        | Aleksandr Bol'šunov                                                    | 1h16'09"8 | Denis Spicov                                                                  | 1h17'20"8 | Iivo Niskanen                                                        | 1h18'10"0 |
| 50 km tecnica libera (dettagli)   | Aleksandr Bol'šunov                                                    | 1h11'32"7 | Ivan Jakimuškin                                                               | 1h11'38"2 | Simen Hegstad Krüger                                                 | 1h11'39"7 |
| Sprint (dettagli)                 | Johannes Høsflot Klæbo                                                 | 2'58"06   | Federico Pellegrino                                                           | 2'58"32   | Aleksandr Terent'ev                                                  | 2'59"37   |
| Sprint a squadre (dettagli)       | Norvegia Erik Valnes Johannes Høsflot Klæbo                            | 19'22"99  | Finlandia Iivo Niskanen Joni Mäki                                             | 19'25"45  | ROC Aleksandr Bol'šunov Aleksandr Terent'ev                          | 19'27"28  |
| Staffetta 4x10 km (dettagli)      | ROC Aleksej Červotkin Aleksandr Bol'šunov Denis Spicov Sergej Ustjugov | 1h54'50"7 | Norvegia Emil Iversen Pål Golberg Hans Christer Holund Johannes Høsflot Klæbo | 1h55'57"9 | Francia Richard Jouve Hugo Lapalus Clément Parisse Maurice Manificat | 1h56'07"1 |

### Donne
| Evento                            | Oro                                                                     | Tempo     | Argento                                                                 | Tempo     | Bronzo                                                             | Tempo     |
| 10 km tecnica classica (dettagli) | Therese Johaug                                                          | 28'06"3   | Kerttu Niskanen                                                         | 28'06"7   | Krista Pärmäkoski                                                  | 28'37"8   |
| Skiathlon 15 km (dettagli)        | Therese Johaug                                                          | 44'13"7   | Natal'ja Neprjaeva                                                      | 44'43"9   | Teresa Stadlober                                                   | 44'44"2   |
| 30 km tecnica libera (dettagli)   | Therese Johaug                                                          | 1h24'54"0 | Jessica Diggins                                                         | 1h26'37"3 | Kerttu Niskanen                                                    | 1h27'27"3 |
| Sprint (dettagli)                 | Jonna Sundling                                                          | 3'09"68   | Maja Dahlqvist                                                          | 3'12"56   | Jessica Diggins                                                    | 3'12"84   |
| Sprint a squadre (dettagli)       | Germania Katharina Hennig Victoria Carl                                 | 22'09"85  | Svezia Maja Dahlqvist Jonna Sundling                                    | 22'10"02  | ROC Julija Stupak Natal'ja Neprjaeva                               | 22'10"56  |
| Staffetta 4x5 km (dettagli)       | ROC Julija Stupak Natal'ja Neprjaeva Tat'jana Sorina Veronika Stepanova | 53'41"0   | Germania Katherine Sauerbrey Katharina Hennig Victoria Carl Sofie Krehl | 53'59"2   | Svezia Maja Dahlqvist Ebba Andersson Frida Karlsson Jonna Sundling | 54'01"7   |

## Medagliere
| Pos.   | Paese       | Oro | Argento | Bronzo | Totale |
| ------ | ----------- | --- | ------- | ------ | ------ |
| 1      | Norvegia    | 5   | 1       | 2      | 8      |
| 2      | ROC         | 4   | 4       | 3      | 11     |
| 3      | Finlandia   | 1   | 2       | 3      | 6      |
| 4      | Svezia      | 1   | 2       | 1      | 4      |
| 5      | Germania    | 1   | 1       | 0      | 2      |
| 6      | Stati Uniti | 0   | 1       | 1      | 2      |
| 7      | Italia      | 0   | 1       | 0      | 1      |
| 8      | Austria     | 0   | 0       | 1      | 1      |
| 8      | Francia     | 0   | 0       | 1      | 1      |
| Totale | Totale      | 12  | 12      | 12     | 36     |